# Crille Forsberg
Carl Krister „Crille“ Forsberg (Nachname [fɔʂbærj], * 21. Mai 1966 in Hammarö, Värmland, Schweden) ist ein schwedischer Kameramann.

## Leben
Nachdem Crille Forsberg vor allen Dingen seit 1996 in Kurzfilmen, darunter in mehreren Teilen der Fernsehhorrorkurzfilmreihe Chock als Kameramann tätig. Allerdings durfte er bereits 1997 mit dem von der Kritik verrissenen schwedischen Krimi-Drama 9 millimeter erstmals eigenverantwortlich als Kameramann arbeiten. Es folgte im Jahr 2000 der Action-Thriller Tod auf See, bevor er mit seiner dritten Spielfilmarbeit Om Gud vill im Jahre 2006 erstmals für den schwedischen Filmpreis Guldbagge mit einer Nominierung als Bester Kameramann bedacht wurde.
Parallel zu seiner Filmkarriere zeichnete Forsberg auch für einige Werbespots als Kameramann verantwortlich. So führte er die Kamera bei Commercials von Firmen wie Vattenfall, Reebok und Audi.

## Filmografie (Auswahl)
- 1997: 9 millimeter
- 1997: Chock 1 – Dödsängeln
- 1997: Chock 2 – Kött
- 1997: Chock 4 – Liftarflickan
- 1997: Chock 6 – Det ringer
- 1997: Chock 7 – I nöd och lust
- 2000: Herr von Hancken (Fernsehminiserie)
- 2000: Tod auf See (Hassel/Förgörarna)
- 2006: Om Gud vill
- 2010: Cornelis
- 2010: Next Big Thing
- 2014: Kristy – Lauf um dein Leben (Kristy)
- 2018: Charlie Says
- 2023: Finestkind

## Auszeichnungen
- Guldbagge
  - 2008: Beste Kamera – Om Gud vill (nominiert)